# Titanfall
 (septembre 2013).
Si vous disposez d'ouvrages ou d'articles de référence ou si vous connaissez des sites web de qualité traitant du thème abordé ici, merci de compléter l'article en donnant les références utiles à sa vérifiabilité et en les liant à la section « Notes et références ».
Titanfall est un jeu vidéo de tir en vue à la première personne développé par Respawn Entertainment et édité par Electronic Arts. Il est sorti le 11 mars 2014 en Amérique du Nord et le 13 mars 2014 en Europe sur Windows et Xbox One et le 10 avril 2014 sur Xbox 360. Le jeu est officiellement dévoilé lors de la conférence de presse de Microsoft pendant l'E3 2013. Une suite, Titanfall 2, est disponible depuis octobre 2016.

## Synopsis
Le jeu se déroule dans un futur lointain, où l'humanité s'est étendue bien au-delà de son système solaire natal. L'espace colonisé par les humains a fini par se diviser en deux grandes zones d'influence : les Mondes du Noyau, proches de la Terre, et la Frontière. L'Interstellar Manufacturing Corporation (IMC), le plus grand mégaconglomérat terrien, a exploité les ressources de la Frontière, traitant durement les colons et réprimant sévèrement toute forme d'opposition. Cependant, les pratiques de l'IMC ont fini par provoquer un soulèvement généralisé, et les colons ont formé la Milice Frontalière afin d'expulser l'IMC de la Frontière par la force, déclenchant ainsi la Guerre de la Frontière.

## Système de jeu
Titanfall est un jeu de tir à la première personne exclusivement multijoueur situé dans un univers futuriste, où deux factions ennemies, l'IMC (une riche société terrestre qui désire exploiter de nouveaux territoires spatiaux afin d'engranger des revenus) et la Milice (essentiellement formée de pirates, bandits et voleurs, bien décidés à empêcher l'IMC de s'en mettre plein les poches), s'affrontent. Le jeu en lui-même consiste en des affrontements opposant des soldats d'infanterie très agiles, équipés de jet-packs, capables de doubles sauts et de courir sur les murs, et des méchas appelés Titans de plusieurs mètres de haut lourdement armés.
Il existe trois catégories de Titans. Tout d'abord, l'« Ogre », il est le plus résistant des Titans mais sa lourde armure est compensée par une vitesse de déplacement très faible. Le « Stryder » est l'exact opposé de L'Ogre, il est assez fragile mais extrêmement mobile, c'est le Titan le plus rapide. Enfin, l'« Atlas » possède des propriétés intermédiaires, il est à la fois assez mobile et plutôt résistant. Les forces et faiblesses des Titans donnent au jeu un équilibre permettant aux joueurs de vaincre un Ogre avec un Atlas ou un Stryder et inversement.
Chaque Titan dispose de propulsions lui permettant d'esquiver un danger rapidement. Une propulsion pour l'Ogre, trois pour le Stryder et deux pour l'Atlas. Ils sont équipés de boucliers pouvant se régénérer, à l'inverse de leur blindage qui représentent leur vie. Ils disposent aussi d'un équipement explosif comme des salves de roquettes, et d'une capacité spéciale comme le bouclier Vortex qui permet d'arrêter, puis de renvoyer les tirs ennemis. En fonction des modèles, les Titans sont équipés d'un noyau qui leur permet d'augmenter leur vitesse (Stryder), leur défense (Ogre) ou leur attaque (Atlas) temporairement.
À la fin de chaque partie, l'équipe ayant perdu doit évacuer la zone à bord d'un vaisseau, et l'équipe ayant gagné doit les pourchasser. Durant la partie, il est possible d'activer des atouts représentés par des cartes qui peuvent améliorer les capacités des pilotes ou des Titans.

### Modes de jeu
Titanfall dispose de plusieurs modes de jeu :
- Capture du drapeau : les deux équipes ont chacune un drapeau, et doivent ramener le drapeau ennemi dans leur camp sans que les ennemis capturent le leur ;
- Contrôle des points clé : les deux équipes combattent afin de contrôler un maximum de terminaux ;
- Condamnation : régulièrement des cibles sont désignées dans chacune des équipes, les joueurs doivent alors escorter leur allié pris pour cible et éliminer leur cible ennemie ;
- Dernier Titan : tous les joueurs commencent avec un Titan, l'équipe possédant le dernier Titan gagne la manche ;
- Attrition : les deux équipes s'infligent le maximum de pertes.

Titanfall dispose d'un mode campagne mais il s'agit juste de parties multi-joueurs en Attrition ou en Contrôle des points clé avec quelques cinématiques. Cette campagne compte 9 missions où le joueur peut incarner au choix l'IMC ou la Milice.

## Développement

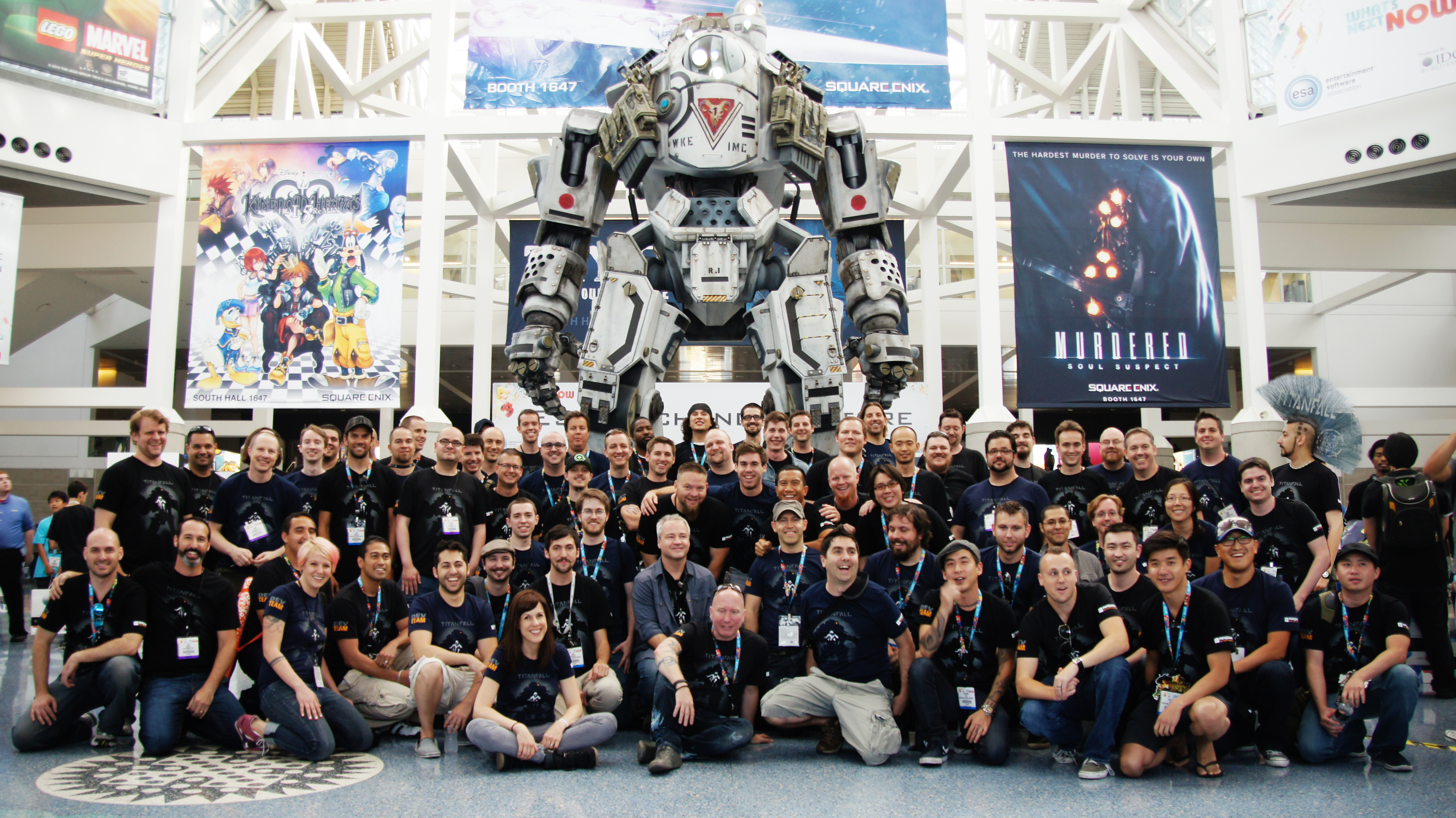
L'équipe de développement à l'E3 2013, devant une réplique de titan.

Après des différends avec Activision, l'éditeur de Call of Duty, les fondateurs du studio Infinity Ward, Jason West et Vince Zampella ont décidé de créer un nouveau studio, Respawn Entertainment, composé de 70 personnes, essentiellement des anciens d'Infinity Ward, et de s’associer avec l'éditeur Electronic Arts, avec qui ils collaboraient par ailleurs sur la franchise Medal of Honor.